# Serra Obaga
La serra Obaga és una serra situada a cavall dels termes municipals d'Alt Àneu, dins del territori de l'antic terme de Sorpe, i de la Guingueta d'Àneu a la comarca del Pallars Sobirà, dins del territori de l'antic terme d'Unarre.
Arriba a una elevació màxima de 2.203,3 metres, i forma el contrafort sud-est del Cap de la Travessa, el qual uneix amb el Cap de Calbar, situat a l'extrem sud-est de la serra. Separa la vall del Torrent dels Corriols, a llevant, de les dels torrents de Lleter i de de Fener Forcat, a ponent.